# Sovjetunionens historia
Sovjetunionens historia utspelade sig under perioden 1922–1991, med en övergångsperiod från och med den ryska revolutionen 1917.

## Revolution och inbördeskrig (1917–1927)
Den ryska revolutionen genomfördes i oktober 1917, egentligen den 6 november enligt den moderna kalendern. Bolsjevikerna, ledda av Vladimir Lenin, tog då över makten från Aleksandr Kerenskij och den provisoriska regeringen. Deras maktövertagande följdes av det långa och blodiga ryska inbördeskriget där bolsjevikernas röda armé besegrade styrkorna i vita armén. Röda Armén grundades av Lenin 1918, men organiserades och leddes av Lev Trotskij som 1921 hade samlat över 5 miljoner man under den bolsjevikiska fanan. Kommunism infördes i hela landet och 1922 utropades Sovjetunionen som bestod av delrepublikerna Ryska SFSR, Ukrainska SSR, Vitryska SSR och Transkaukasiska SFSR.

## Stalinsera (1927–1953)
Sovjetunionens utveckling 1927–1953 dominerades av Josef Stalin, som hade som mål att omforma det sovjetiska samhället med en aggressiv planekonomi och en svepande kollektivisering av jordbruk och industri. Han konstruerade också en brutal totalitär regim ansvarig för miljoner dödsfall som ett resultat av ett antal utrensningar och kollektiviseringsprojekt. Under sin tid som ledare över Sovjetunionen använde Stalin flitigt sin hemliga polis: GPU och NKVD, och utnyttjade sin nästan obegränsade makt för att omforma det sovjetiska samhället.

### Maktkamp
Inför Sovjetunionens kommunistiska partis 15:e kongress i december 1927 samlade Lev Trotskij stöd från Grigorij Zinovjev och Lev Kamenev i maktkampen mot Josef Stalin. Det stod dock snart klart att Trotskij och hans allierade hade förlorat partistriden och de tre ledarna - tillsammans med flera tusen anhängare - uteslöts från partiet. Zinovjev bytte strax därefter fot och antogs på nytt till partiet, liksom vissa trotskister. Många trotskister (liksom Trotskij själv) skickades dock strax därefter i exil till Sibirien eller Centralasien. Trotskij deporterades 1929 för att först leva i Turkiet, därefter Norge och slutligen i Mexiko där han kom att organisera den antistalinistiska Fjärde internationalen. Den 15:e partikongressen innebar att vänsterfalangen inom kommunistpartiet ansågs besegrad.

### Planekonomi och tvångsförflyttningar

#### Införandet av femårsplaner
För att genomföra den radikala förändringen av Sovjetunionen etablerade partiet Gosplan (den statliga planeringskommissionen), ett statligt organ ansvarigt för att leda den socialistiska ekonomin mot industrialisering. I april 1929 släppte Gosplan en 1700 sidor lång rapport för att industrialisera den främst jordbruksinriktade nationen. Denna rapport blev basen för den första femårsplanen för nationell ekonomisk konstruktion, eller piatiletka, som syftade till en dubblering av sovjetiskt kapital mellan 1928 och 1933.

#### Industri och jordbruk
Från slutet av 1920-talet inleddes både en storskalig satsning på tung industri, samtidigt som jordbruket skulle kollektiviseras - med tvång om det så behövdes enligt den dåvarande jordbrukspolitiken. Kollektiviseringen av jordbruket genomfördes snabbt och utan större hänsyn till de inblandade, men blev till skillnad från industrisatsningen ett misslyckande. Tvångskollektiviseringarna ledde till en omfattande hungersnöd och brist på konsumtionsvaror när statens ekonomiska behov gavs företräde framför vanliga medborgares behov. Under perioden skedde en kraftig urbanisering när miljoner människor flyttade till städerna för att arbeta i de raskt växande industrierna.
Kollektiviseringen av jordbruket som genomfördes med mycket brutala metoder ledde i sitt första skede till en kraftigt minskad produktion vilket i sin tur förorsakade en mycket omfattande svältkatastrof i början av 1930-talet. Särskilt hårt drabbades Ukraina och Kazakstan i vad som kallas Holodomor respektive svältkatastrof i Kazakstan  med miljontals dödsoffer
Många av de jordbrukare som hade gynnats av den tidigare Nya ekonomiska politiken (NEP), de som benämndes kulaker, deporterades till de arbetsläger som hade anlagts inom ramen för Gulag. Mellan 1930-31 tvingades närmre 2 miljoner människor från kulakfamiljer bort från centrala delar av Ryssland och Ukraina till intern exil i arbetsläger i Centralasien och Sibirien. Deportationerna fortsatte under resten av 30-talet och inpå 1940-talet, där de också utökades till att rikta in sig mot särskilda grupper och folk. Från ledningens sida sågs tvångsförflyttningarna som en del av systemet med planhushållning.

### Utrensningar och politiska avrättningar
.Även på andra områden hårdnade förtrycket. Mordet på Sergej Kirov 1934 togs av Stalin som en förevändning att inleda utrensningar inom kommunistpartiet och administrationen. Säkerhetstjänsten NKVD fick utökade befogenheter och arresteringar skedde i allt snabbare takt. Vid den första Moskvaprocessen 1936 rannsakades och dömdes ett antal av landets ledande politiker och andra höga befattningshavare. Snart skulle dock arresteringarna drabba kort sagt vem som helst. Sedan Nikolaj Jezjov ersatt Genrich Jagoda som chef för NKVD tog terrorn ytterligare fart och kulminerade under 1937 och 1938. Åtminstone mer än en och en halv miljon arresterades. Många av dem avrättades, ännu fler hamnade i Gulags läger. Under 1938 insåg Stalin att utrensningarna gick så snabbt att det blivit svårt att besätta viktiga poster med kompetenta personer. Lavrentij Berija fick ersätta Jezjov med order att dra ned på tempot beträffande avrättningarna. Lägersystemet Gulag fortsatte dock att växa ytterligare under Berijas tid.

### Andra världskriget
Under andra världskriget, känt som "stora fosterländska kriget" i Sovjetunionen, förstördes stora delar av Sovjetunionen. Till att börja med stod Sovjetunionen genom Molotov-Ribbentroppakten formellt neutrala gentemot Nazityskland och axelmakterna. Denna överenskommelse ledde till att Sovjetunionen ockuperade Baltikum, delar av Polen och anföll Finland i Finska vinterkriget. Under denna tid med begränsade krigsinsatser kunde Sovjetunionen bygga upp sin militära styrka vilken hade undergrävts genom de omfattande utrensningar som även drabbat officerskåren. Genom Tysklands anfall på Sovjetunionen 1941, Operation Barbarossa, inleddes en ytterst hänsynslös och blodig fas av andra världskriget.
Sovjetunionens uppoffringar i kriget mot Nazityskland var enorma, minst 20 miljoner sovjetiska soldater dog på östfronten. Under slutet av andra världskriget ockuperade Sovjetunionens arméer stora delar av Östeuropa, där kommunistregeringar inrättades, medan flera demokratiska länder i Västeuropa slöt Atlantpakten, som senare blev till NATO 1951, med USA. Det kalla kriget blev en naturlig följd, då Sovjetunionen och USA indirekt kämpade om inflytande i världen.

## Avstalinisering och kalla kriget (1953–1985)

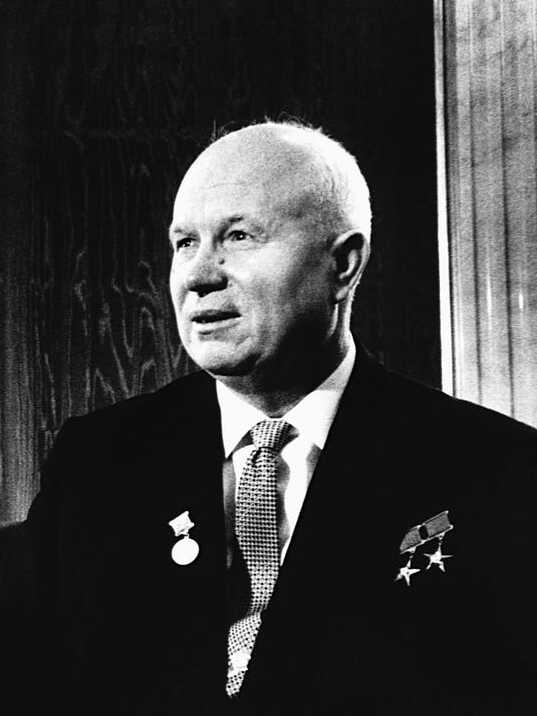
Nikita Chrusjtjov, 1961.

När Stalin dog 5 mars 1953 övertogs makten av partisekreterare Nikita Chrusjtjov och premiärminister Georgij Malenkov. I februari 1956 höll Chrusjtjov ett hemligt tal vid partiets tjugonde partikongress där han gick till angrepp mot Stalin och personkulten kring denne. Förhoppningar om ett fredligare Sovjetunionen kom på skam när sovjetiska trupper tågade in i Ungern i oktober 1956. Chrusjtjov var också oberäknelig - ett toppmöte med USA:s president Dwight D. Eisenhower ställdes in efter att ett amerikanskt spaningsplan (U2) skjutits ned över Sovjetunionen och Chrusjtjov fick intern kritik för hur han hade skött Kubakrisen och misslyckandena i det sovjetiska jordbruket. Han hade också försökt organisera om kommunistpartiet vilket hotade partibyråkraternas makt.

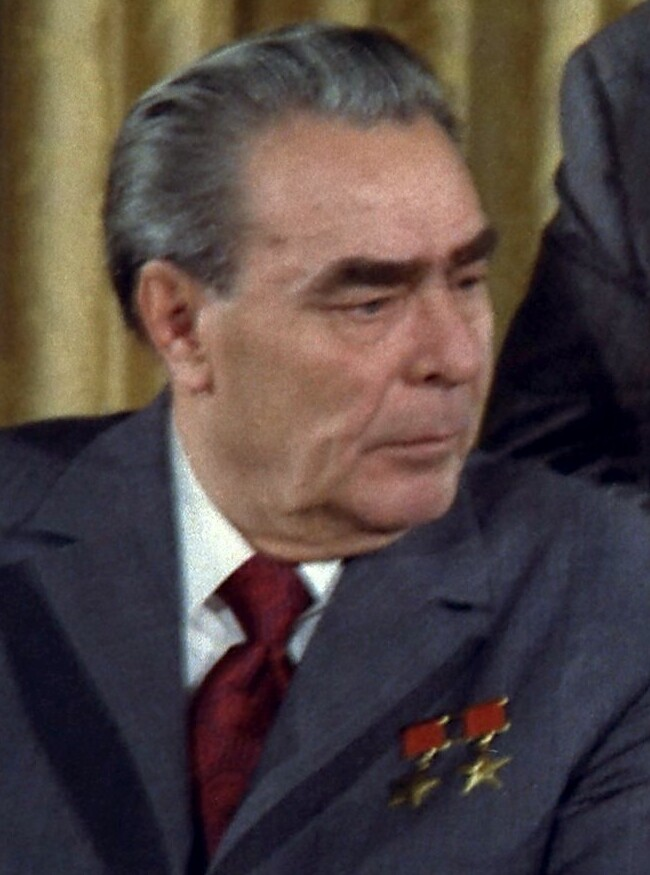
Leonid Brezjnev, 1973.

År 1964 fick han lämna politiken och en ledartrojka bestående av Leonid Brezjnev, Alexej Kosygin och Anastas Mikojan tog makten. Mikojan avlöstes efter ett år av Nikolaj Podgornyj. Av dessa tre blev snart Leonid Brezjnev den mäktigaste. Under hans ledning försökte Sovjet återuppväcka folkfrontspolitiken från 1940-talet i den europeiska vänstern, det vill säga att kommunister skulle samarbeta med socialdemokrater. Warszawapaktens intåg i Tjeckoslovakien 1968 omintetgjorde dock detta samarbete. 1970-talet blev stagnationens årtionde för Sovjetunionen. Brezjnev fick partibyråkraterna på sin sida genom att ge dem ämbeten på livstid men följden blev att de tusentals delegaterna i Högsta sovjet blev allt äldre.
Efter Brezjnevs död 1982 tog först Jurij Andropov och sedan Konstantin Tjernenko över som generalsekreterare. Båda tillhörde samma generation som Brezjnev och satt endast kort tid. Andropov förde fram Michail Gorbatjov som blev generalsekreterare 1985.

## Gorbatjov och perestrojka (1985–1991)

USA:s president Ronald Reagan med Sovjetunionens ledare Michail Gorbatjov 1986.

Michail Gorbatjov var endast 54 år när han 1985 tillträdde som generalsekreterare i kommunistpartiet. Han lanserade begreppen glasnost och perestrojka. Genom att allmänheten skulle ges möjlighet att påpeka fel och brister i samhället var tanken att motståndet från den konservativa partibyråkratin skulle brytas. Gorbatjov startade också en kampanj mot det hejdlösa alkoholdrickandet. Den nya öppenheten gjorde Gorbatjov väldigt populär i väst men enbart diskussioner kunde inte räta upp den haltande sovjetiska ekonomin. Gorbatjov såg till att Sovjetunionen drog sig ur det besvärliga Afghanistankriget. I april 1986 inträffade en allvarlig olycka vid ett kärnkraftverk utanför Kiev, Tjernobylolyckan.
Det blev så småningom klart att Gorbatjov inte tänkte tillämpa Brezjnevdoktrinen gentemot länderna i Östeuropa och 1989 bröt folkliga uppror ut i land efter land. Genom Sovjetunionen drog också en våg av nationalistisk yra i de olika sovjetrepublikerna och 1990 var det klart att Gorbatjov höll på att tappa greppet. Under 1991 var han fullt sysselsatt med att skriva ett nytt unionsavtal med sovjetrepublikerna som skulle göra Sovjetunionen till en federation med Gorbatjov som president men efter ett kuppförsök i augusti 1991 försvann intresset. När republik efter republik utropade autonomi eller självständighet drog Gorbatjov den enda rimliga slutsatsen och avgick den 25 december 1991, vilket också innebar Sovjetunionens upplösning den 31 december 1991.